# Chiropsellidae
Chiropsellidae is een familie van neteldieren uit de klasse van de Cubozoa (kubuskwallen).

## Geslachten
- Chiropsella Gershwin, 2006
- Meteorona Toshino, Miyake & Shibata, 2015